# Frédéric Martinon
Frédéric Martinon ist ein französischer Immunologe.
Martinon wurde 1990 an der Universität Paris VI in Immunologie promoviert und war von 1993 bis 1995 Post-Doktorand an dem Laboratory of Molecular Structure des NIAID (National Institute of Allergy and Infectious Diseases der National Institutes of Health). Ab 1994 forschte er für das INSERM (Institut national de la santé et de la recherche médicale), zunächst am Institut Cochin für Molekulargenetik in Paris, ab 2001 in der Abteilung Immuno-Virologie der CEA in Fontenay-aux-Roses.
1993 war er mit Pierre Meulien Hauptautor einer Studie, in der erstmals ein RNA-Impfstoff demonstriert wurde, in diesem Fall an Mäusen, denen m-RNA in einer Liposom-Kugel injiziert wurde und so eine Immunantwort gegen Grippeviren erzeugt wurde. Um die gleiche Zeit geschah dies auch durch eine schwedische Gruppe um Peter Liljeström, die 1994 veröffentlichten.
Er forschte auch über DNA-Impfstoffe bei HIV.